# 월터 햄프던

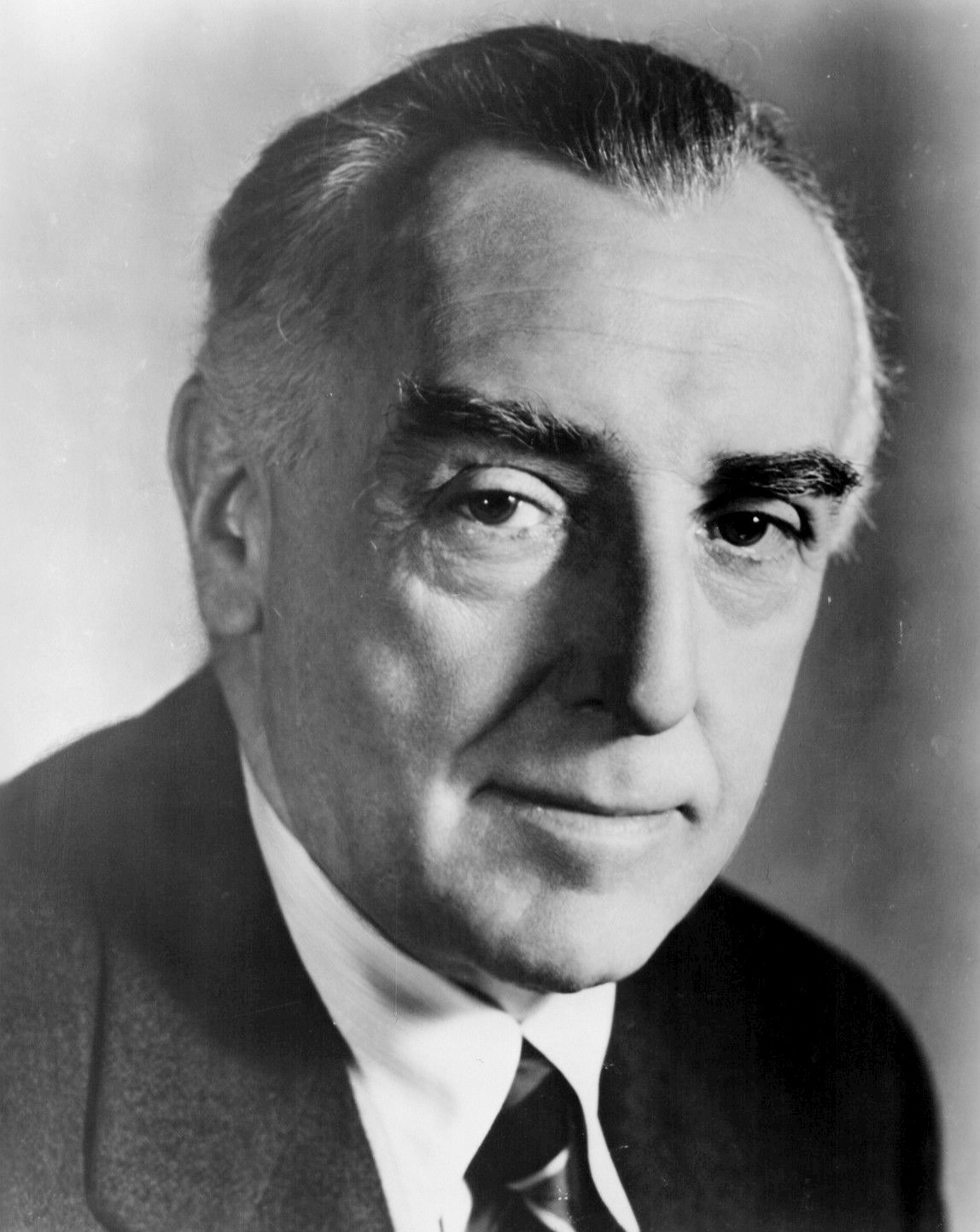

월터 햄프던(Walter Hampden, 1879년 6월 30일 ~ 1955년 6월 11일)은 미국의 배우, 무대 연출가, 연극 배우, 텔레비전 배우, 영화배우, 영화 프로듀서이다.
브루클린에서 태어났으며 로스앤젤레스에서 사망하였다. 사인은 뇌출혈이다.

## 영화
- 베가본드 킹 (1956년)
- 프로디갈 (1955년)
- 사브리나 (1954년) - 올리버 라라비 역
- 은배 (1954년)
- 섬브레로 (1953년)
- 다섯 손가락 (1952년)
- 이브의 모든 것 (1950년)
- 립 더 와일드 윈드 (1942년)
- 북서 기마 순찰대 (1940년)
- 노틀담의 꼽추 (1939년)